# Дерпгольц, Владимир Фёдорович
Владимир Фёдорович Дерпгольц (1898—1976) — советский учёный-гидрогеолог и заключённый. Зачинатель курортов Норильска. Кандидат наук (1966).

## Биография
Репрессирован в 1942 году. Отбывая срок в лагерях Норильска, подал на имя их начальника докладную записку (фактически это был целый научный труд) о рекреационном потенциале Норильска и Таймыра. Значительная часть предложений ЗК была в последующие годы реализована на практике. С 1956 работал во ВСЕГЕИ, Всесоюзном институте металлургии. Автор большого количества научных трудов, часть работ опубликована за рубежом, сотен отчетов и фондовых работ. Часть рукописных материалов до сих пор не опубликована. Его книга «Вода во Вселенной» была удостоена диплома на Всесоюзном конкурсе лучшей научно-популярной книги за 1972 год и стала популярной у читателей. Ввёл понятия «метеорный сток» (в 1957 году), «гидрохлоросфера» (в 1961), «геогидрология». До конца своих дней учёный трудился над книгой «Мир воды».